# Alfonso Uribe Misas
Alfonso Uribe Misas (Medellín, Antioquia, 26 de diciembre de 1896 - 2 de julio de 1984) fue un abogado, político, diplomático y escritor colombiano.
Luego de graduarse en la Facultad de Derecho de la Universidad Nacional de Colombia en Bogotá, inició su vida profesional como Juez del Circuito Civil de Medellín. Desempeñó un destacado papel en la vida política y legislativa de Colombia, siendo Diputado de la Asamblea Departamental de Antioquia y posteriormente Senador de la República de Colombia.
Representó a la Sociedad Colombo-Alemana de Transportes Aéreos (SCADTA) durante los procesos judiciales que se llevaron a cabo luego del siniestro aéreo del 24 de junio de 1935 en el aeródromo Olaya Herrera de Medellín, siniestro en el que murió el ídolo del tango Carlos Gardel.
Fue Rector de la Escuela de Derecho y Ciencias Políticas de la Universidad de Antioquia y Rector Magnífico de la misma.
Sus destacadas dotes de escritor lo llevaron a realizar un gran número de publicaciones y libros de Derecho.

## Biografía
Nació en Medellín en 1896, hijo de José María Uribe Gaviria y Esther Misas Barrientos.
Luego de graduarse como abogado y siendo Juez de Circuito en Medellín en 1920, al confirmar una sentencia en el caso de un matrimonio civil, realizado de acuerdo con el derecho vigente, fue excomulgado por la Iglesia Católica, junto al Juez José J. Gómez R., quien había celebrado el matrimonio. Ambos jueces se vieron afectados en su fama y prestigio profesional ante las alusiones un tanto perversas de algunos predicadores. El juez Gómez se vio obligado a cerrar un instituto que dirigía en Medellín y trasladarse a Bogotá, a ocupar un puesto poco lucrativo. Ante esta situación, ambos juristas resolvieron apelar a la Sede Apostólica. Luego de un largo proceso ante el Tribunal de la Rota Romana, este emite un fallo a favor de ambos jueces, que levantó una polvareda, tanto en los círculos políticos como religiosos de Colombia.
En 1926 contrajo matrimonio con Joaquina Melguizo Santa María. En este mismo año fue uno de los fundadores del Colegio de Abogados de Medellín junto a juristas de esa ciudad como Miguel Moreno Jaramillo, Ricardo Uribe Escobar, Fernando González Ochoa y Clodomiro Ramírez, entre otros.
En 1929 fue elegido diputado de la Asamblea Departamental de Antioquia, ejerció como abogado de varias compañías y fue miembro principal de la junta de Empresas Públicas Municipales de Medellín. El 9 de julio de 1929 se posesiona como Rector de la Escuela de Derecho de la Universidad de Antioquia.
Entre 1935 y 1938 fue el representante legal de la Sociedad Colombo-Alemana de Transportes Aéreos (SCADTA), encargándose de los procesos judiciales relacionados con el accidente aéreo de Medellín, terminado con un fallo favorable el 25 de mayo de 1938. Ante la gravedad de los hechos y la forma en que el gobierno Colombiano interfirió en las investigaciones, la SCADTA le solicitó la elaboración de un libro en el que se diera a conocer toda la verdad sobre este siniestro aéreo. El libro fue impreso en la Editorial Bedout, pero cuando el entonces Presidente de Colombia Alfonso López Pumarejo se enteró de ello, solicitó a Hermann Küehl (gerente de SCADTA) la no distribución del libro bajo amenazas de represalias contra la compañía en caso contrario. Del libro solo quedaron las pruebas de galera, que fueron conservadas por la familia de Uribe Misas.
En julio de 1938 es nombrado como Principal en la Cámara de Representantes, por el Departamento de Antioquia.
En 1941 publica la obra que compendia los artículos que escribió con el epígrafe de "La Escuela Única", sobre unificación y régimen de la escuela primaria, proyecto presentado ante el Congreso, por el entonces Ministro de Educación Nacional, Jorge Eliécer Gaitán.
En 1942 desarrolla junto con Laureano Gómez el gran debate nacional, referente a la reforma del Concordato con la Santa Sede. Es nombrado vocero único por el Partido Conservador Colombiano ante el parlamento. Ocupó la Presidencia del Senado de la República, y la Presidencia del Directorio Nacional Conservador; bajo su dirección, estuvieron los doctores, Guillermo León Valencia, Francisco de Paula Pérez Tamayo, Gonzalo Restrepo Jaramillo, José Antonio Montalvo, Jesús Estrada Monsalve, Silvio Villegas, Fernando Londoño y Londoño, y otros.
En 1945 publica un estudio con Liborio Escallón que se titula: "¿Si se violó el Concordato?"
En reconocimiento al importante aporte que hizo a la campaña para la elección de Mariano Ospina Pérez a la Presidencia de Colombia y a su incansable lucha, fue nombrado embajador ante el Quirinal en Roma, Italia en el año 1948, donde permanece por tres años, regresando a Medellín donde de nuevo fija su residencia.
El 23 de mayo de 1951 es nombrado miembro de la Junta Directiva de la Sociedad de Mejoras Públicas de Medellín, y posteriormente presidente de esta entidad entre 1957 y 1958.
En 1953 es nombrado Rector Magnífico de la Universidad de Antioquia por el entonces Presidente de la República, el General Gustavo Rojas Pinilla.

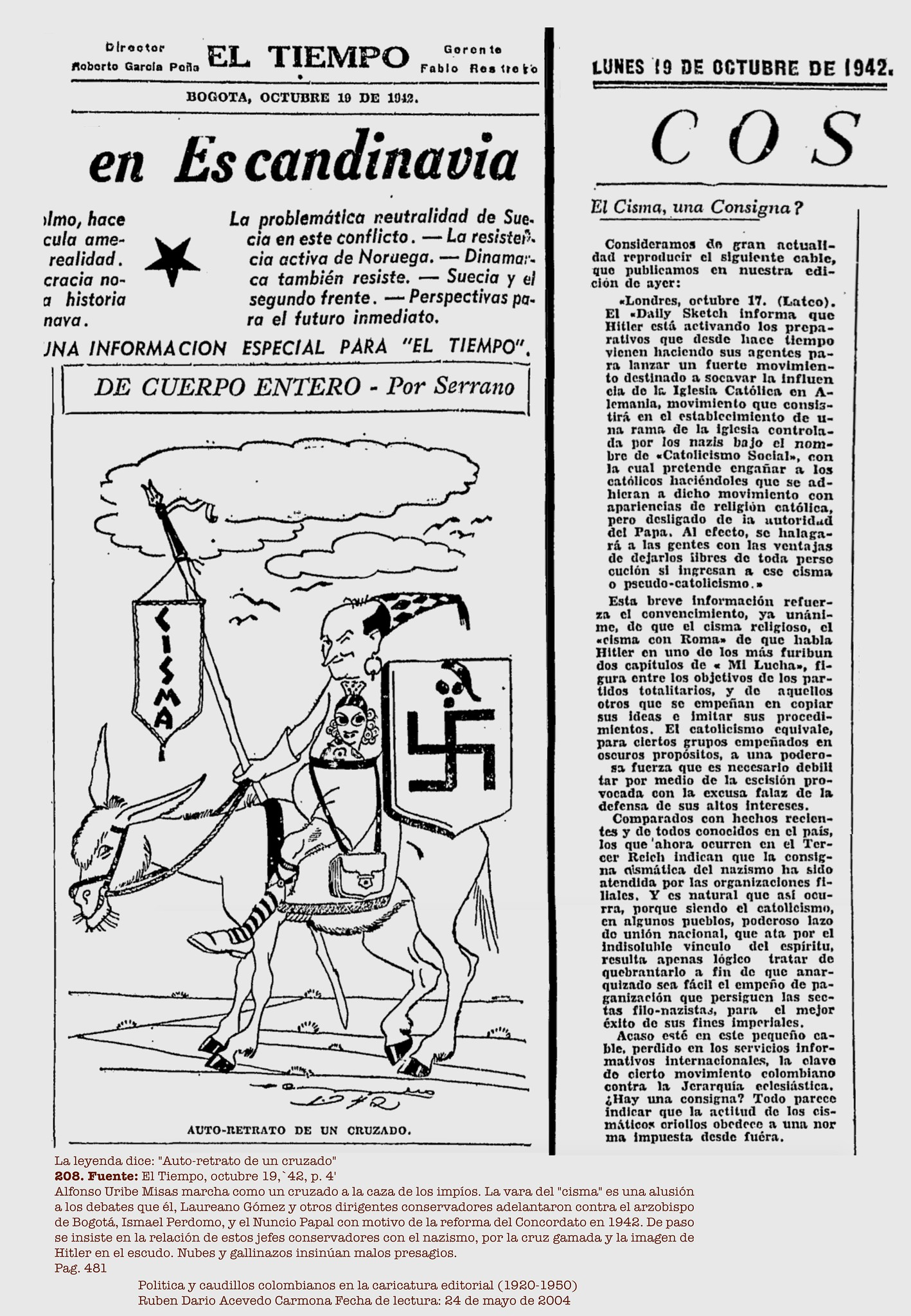
"Auto-retrato de un cruzado"
El Tiempo, 1942-10-2, Pag. 4
Alfonso Uribe Misas marcha como un cruzado a la caza de los impíos. La vara del "Cisma" es una alusión a los debates que él, Laureano Gómez y otros dirigentes conservadores adelantaron contra el arzobispo de Bogotá.

En 1963 publica su obra "Las misiones católicas ante la legislación colombiana y el derecho internacional público".
En 1954 publica su obra “Entre dos polos”, editada por la imprenta de la Universidad de Antioquia, un ensayo sobre la Reforma Constitucional.
En 1962 publica su obra "La Libertad de enseñanza en Colombia", un estudio jurídico.
En 1967 publica su obra "Defensa de la libertad de enseñanza y de la educación privada", estudio jurídico presentado ante el Consejo de Estado como demanda de nulidad del Decreto 156 del 5 de febrero de 1967.
Fallece en Medellín el lunes 2 de julio de 1984, entre sus queridas montañas antioqueñas.
El 2 de julio de 2019 en el recinto de la Asamblea Departamental de Antioquia se realizó el lanzamiento del libro "La Verdad sobre la muerte de Carlos Gardel", obra que fue recopilada por Mauricio y Manuela Umaña, a partir de las pruebas de galera del libro original escrito en 1938 y titulado "La Verdad sobre el accidente de Las Playas".

## Obras
- 1938: La Verdad sobre el accidente aéreo de Las Playas. Editorial: Bedout (No se permitió su venta al público)
- 1941: La Escuela Única. Editorial: Tipografía San Antonio
- 1945: ¿Si se violó el Concordato?. Editorial: Fernández Morgado & Lahera
- 1954: Entre dos polos. Editorial: Imprenta Universidad de Antioquia
- 1962: La libertad de enseñanza en Colombia. Editorial: Bedout
- 1963: Las misiones católicas ante la legislación colombiana y el derecho internacional público. Editorial: Editorial Lumen Christi[14]
- 1963: Código Civil de Colombia; estudio preliminar del Dr. Alfonso Uribe Misas. Editorial: Instituto de Cultura Hispánica